# Junpei Shiina
Junpei Shiina (椎名純平 Shiina Junpei?,  6 de agosto de 1974) es un cantante e intérprete japonés de R&B, originario de la ciudad de Urawa al interior de la Prefectura de Saitama, aunque vivió prácticamente toda su vida en la Prefectura de Fukuoka. Es el hermano de la también cantante y músico Ringo Shiina.
Junpei comienza musicalmente desde muy pequeño, cuando ya entre los cinco y seis años aprende a tocar el piano. En su secundaria participó al interior de una banda escolar tocando a la batería. Tras cambiarse casa Prefectura de Fukuoka debido a que su padre era transferido a un nuevo trabajo, Junpei comienza sus actividades con bandas de forma más profesional.
Al entrar a la universidad comienza su carrera como artista indie sólo presentándose en vivo, y al tiempo en que abandonaba sus estudios desde 1998 comienza a escribir sus propias canciones. En 1999, tras presentarse a la audición "The Another Goal '99" firmó un contrato con el sello disquero Sony Music Entertainment Japan. Finalmente queda dentro del subsello de Sony Music llamado Struttin', y el 8 de noviembre del año 2000 debuta lanzando su primer sencillo titulado "Sekai". El 18 de julio del 2001 lanza su primer álbum homónimo de estudio. Su vida privada se mantiene en estricto misterio, pero se sabe que desde abril del 2001 está casado y actualmente tiene una hija.
En el 2002 se despide el subsello Struttin' para entrar al nuevo subsello de Sony Music NEW DIG SOUL, que está principalmente orientado a la música Soul y R&B. Poco desoués en su álbum de covers "discover" del mismo año cantaba por primera vez junto a su hermana Ringo en el tema "Where Is The Love", cover de Roberta Flack y Donny Hathaway.

## Discografía

### Sencillos
- Sekai (世界?) (8 de noviembre de 2000)
- Mujou (無情?) (21 de febrero de 2001)
- Mirai (未来?) (20 de junio de 2001)
- Hakuchuumu (白昼夢?) (19 de septiembre de 2001)
- Showtime (ショウタイム Shoutaimu?) (26 de marzo de 2003)
- Time of GOLD con Ryoko Shinohara (21 de mayo de 2003)
- zanzou/zero-one (残像/zero-one?) (22 de febrero de 2006)
- Hikari no Umi (ヒカリの海?) (21 de junio de 2006)
- Hotel CASABLANCA (18 de octubre de 2006)
- Bartender (バーテンダー Bātendā?) (13 de diciembre de 2006) Natural High feat. Junpei Shiina

### Álbumes
- Shiina Junpei (椎名純平?) (18 de julio de 2001)
- Amai Yoru no Kaori (甘い夜の薫り?) (25 de junio de 2003)
- cruisin' (22 de noviembre de 2006)

#### Otros
- Live (18 de diciembre de 1999) - álbum en vivo
- discover (27 de mayo de 2002) - álbum de covers
- Rhodes to Freedom (27 de octubre de 2004) - álbum recopilatorio

### DVD
- Rhodes to Freedom (3 de noviembre de 2004)